# Дух Володимир Богданович
Володимир Богданович Дух — український громадський діяч, солдат Збройних Сил України, учасник російсько-української війни, що загинув у ході російського вторгнення в Україну в 2022 році.

## Життєпис
Володимир Дух народився 1993 року у Львові.
Після закінчення загальноосвітньої школи здобув професію перукаря в Львівському професійному ліцеї. 
З 2014 року брав участь у війні на сході України. У серпні 2014 року з побратимами йому вдалося вирватися з Зеленопільського котла, і в ніч на 13 серпня повернутися додому. 
На дострокових парламентських виборах до Верховної Ради 8-го скликання у жовтні 2014 року балотувався по виборчому округу № 106, але не був обраний. На час виборів тимчасово не працював. На виборах до Львівської міської ради 8-го скликання у жовтні 2020 року був кандидатом від політичної партії «Наш край». Також не був обраний. 
Влітку 2021 року підписав контракт із ЗСУ. З початком повномасштабного російського вторгнення в Україну перебував на передовій. Військову службу проходив у складі 24-ої окремої механізованої бригади імені короля Данила. 
Загинув 23 березня 2022 року поблизу Попасної на Луганщині.

## Родина
У загиблого залишилася дружина Анастасія та дві доньки, перша народилася в лютому 2014 року, а друга в 2018-му. Вони познайомилися в 2010 році під час навчання в ліцеї.

## Нагороди
- Орден «За мужність» III ступеня (2022, посмертно) — за особисту мужність і самовіддані дії, виявлені у захисті державного суверенітету та територіальної цілісності України, вірність військовій присязі[4].